# František Raboň (Radsportler, 1983)
František Raboň (* 26. September 1983 in Prag) ist ein ehemaliger tschechischer Radrennfahrer.

## Karriere
Raboň gehörte von 2002 bis 2005 zum tschechischen Radsportteam PSK und wechselte 2006 zum T-Mobile Team und blieb bei diesem Team bzw. dem Nachfolgeteam Highroad bis zu dessen Auflösung zum Saisonende 2011. In dieser Zeit wurde er dreimal tschechischer Meister im Einzelzeitfahren der Elite, gewann den Prolog des UCI-ProTour-Rennens Tour de Romandie 2009 und die Gesamtwertung der Murcia-Rundfahrt 2010. Außerdem bestritt und beendete er vier Mal den Giro d’Italia und einmal die Vuelta a España. 2005 siegte er im tschechischen Traditionsrennen Velká Bíteš–Brno–Velká Bíteš.
In den Saisons 2012 und 2013 fuhr er für die Mannschaft Omega Pharma-Quick Step. Nachdem er bei Omega Pharma-Lotto keinen Vertrag für das Folgejahr erhalten hatte, beendete er seine Karriere als Straßenfahrer und wechselte zum UCI Elite MTB Team Specialized Racing XC. Nach der Saison 2014 beendete Rabon seine Karriere.

## Familiäres
Rabon ist der Sohn von František Raboň (* 1959), der als Radrennfahrer zwölf nationale Meistertitel gewann.

## Erfolge
2004
- Tschechischer Meister – Einzelzeitfahren (U23)

2005
- Tschechischer Meister – Einzelzeitfahren (U23)
- Tschechischer Meister – Straßenrennen (U23)
- Europameister – Straßenrennen (U23)
- eine Etappe Course de la Solidarité Olympique

2008
- Tschechischer Meister – Einzelzeitfahren
- eine Etappe Tour of Ireland

2009
- eine Etappe Murcia-Rundfahrt
- Prolog und Mannschaftszeitfahren Tour de Romandie
- Tschechischer Meister – Einzelzeitfahren

2010
- Gesamtwertung und eine Etappe Murcia-Rundfahrt
- Tschechischer Meister – Einzelzeitfahren

2011
- Mannschaftszeitfahren Giro d’Italia

2012
- Mannschaftszeitfahren Tour de l’Ain

## Grand Tours-Platzierungen
| Grand Tour            | 2006 | 2007 | 2008 | 2009 | 2010 | 2011 |
| --------------------- | ---- | ---- | ---- | ---- | ---- | ---- |
| Giro d’ItaliaGiro     | 147  | 79   | 101  | –    | 134  | DNF  |
| Tour de FranceTour    | –    | –    | –    | –    | –    | –    |
| Vuelta a EspañaVuelta | –    | –    | –    | 134  | –    | –    |